# Aphylla caudalis
Aphylla caudalis är en trollsländeart som beskrevs av Belle 1987. Aphylla caudalis ingår i släktet Aphylla och familjen flodtrollsländor. Inga underarter finns listade i Catalogue of Life.